# Ruta Nacional 53 (Argentina)

Mapa del recorrido de la vieja Ruta Nacional 53.

La Ruta Nacional 53 era el nombre que tenía antes de 1980 el camino consolidado de 433 km que une el empalme con la antigua Ruta Nacional 59 (actual Ruta Provincial 27) en el caserío Salar de Pocitos en la Provincia de Salta y la Ruta Nacional 40, en el paraje El Eje en las proximidades del pueblo de Hualfín en la Provincia de Catamarca.
En 1978 se abrió al público el camino desde Antofagasta de la Sierra hacia el sur hasta la Ruta Nacional 40.
Mediante el Decreto Nacional 1595 del año 1979 la jurisdicción de este camino pasó a ambas provincias del noroeste argentino: en Salta actualmente es la Ruta Provincial 17, mientras que en Catamarca actualmente es la Ruta Provincial 43.

## Localidades

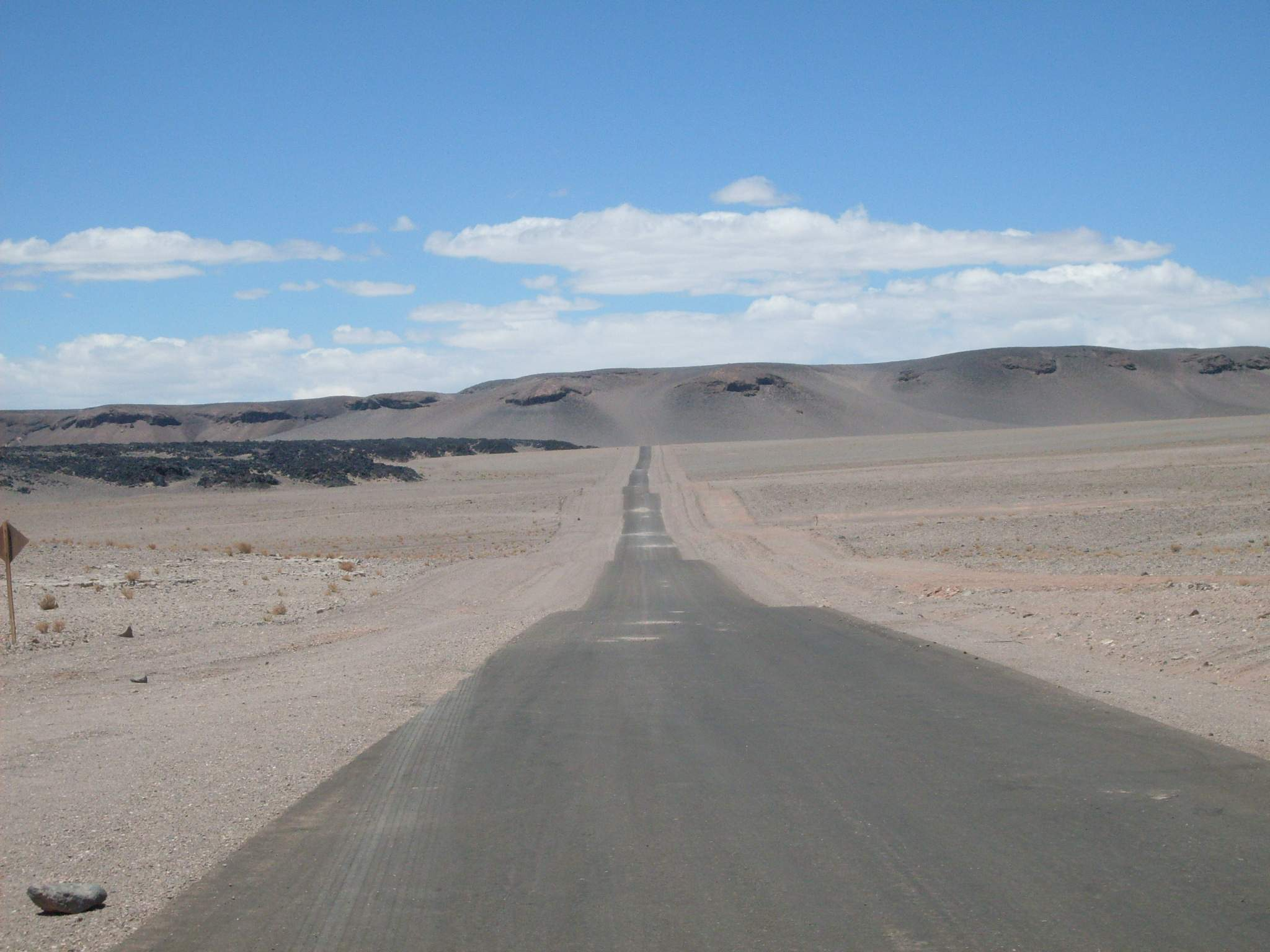
RP 43 en cercanías a Antofagasta de la Sierra.

La ruta no pasa por ninguna ciudad, sino por caseríos. Las localidades por las que pasa esta ruta de norte a sur son:

### Provincia de Salta
Recorrido: 99 km (kilómetro 0-99).
- Departamento Los Andes: no hay localidades.

### Provincia de Catamarca
Recorrido: 334 km (km 99-433)
- Departamento Antofagasta de la Sierra: Incahuasi (km 123), Antofagasta de la Sierra (km 213), El Peñón (km 273).
- Departamento Belén: Barranca Larga (km 389), Villa Vil (km 407), Puerta de Corral Quemado (km 425)